# Матковский, Алексей Филиппович
Алексе́й Фили́ппович (Фелициа́нович) Матко́вский (17 (29) марта 1877 — 8 июня 1920) — русский военный деятель, профессор Императорской Николаевской военной академии, генерал-лейтенант (1919).

## Биография
Из потомственных дворян Подольской губернии. Православного вероисповедания. Уроженец Херсонской губернии.
Воспитывался в Первом кадетском корпусе (Санкт-Петербург).

### Служба в Русской армии
В военную службу вступил в Санкт-Петербурге, 31.08.1894, в Михайловское артиллерийское училище юнкером рядового звания на правах вольноопределяющегося 1-го разряда.
В 1897 году, окончив полный курс училища по 1-му разряду, был выпущен из портупей-юнкеров в подпоручики (со старшинством в чине с 12.08.1895) в 7-ю конно-артиллерийскую батарею (Белосток). 19.01.1899 был переведен в Отдельный конно-горный артиллерийский дивизион (Киев). С 28.08.1900 — поручик.
В 1903 году окончил Николаевскую академию Генерального штаба (по 1-му разряду). С 23.05.1903 — штабс-капитан.
По окончании Академии был причислен к Генеральному штабу и, с 29.09.1903 по 21.10.1904, прикомандирован к Офицерской кавалерийской школе для изучения технической стороны кавалерийского дела; окончил курс кавалерийской школы «успешно».
22.12.1904 — причисленный к Генеральному штабу отдельного конно-горного артиллерийского дивизиона штабс-капитан Матковский был переведен в Генеральный штаб, с назначением старшим адъютантом штаба 1-й гвардейской кавалерийской дивизии (Санкт-Петербург). С 17.04.1905 — капитан.
С 25.05.1905 по 08.01.1910 — помощник старшего адъютанта штаба войск гвардии и Петербургского военного округа (с 23.10.1907 по 22.10.1908 отбывал цензовое командование эскадроном в Лейб-гвардии Драгунском полку). С 18.04.1910 — подполковник.
С 08.01.1910 — помощник делопроизводителя Главного управления Генерального штаба (ГУГШ).
С 22.05.1910 — правитель дел по учебной части Офицерской кавалерийской школы.
С 01.02.1912 — экстраординарный профессор Императорской Николаевской военной академии; с 25.03.1912 — полковник.
С 18.02.1913 по 23.02.1915 — ординарный профессор Императорской Николаевской военной академии (с 04.05.1913 по 05.09.1913, для ознакомления с общими требованиями управления и ведения хозяйства в кавалерийском полку, был прикомандирован к Лейб-гвардии Драгунскому полку).

#### Первая Мировая война
Участник Первой мировой войны. 24.07.1914 — командирован в штаб Киевского военного округа для назначения на должность военного времени. 11.08.1914 назначен начальником штаба Сводного кавалерийского корпуса, который не был сформирован; прикомандирован к штабу 8-й армии, участвовал в боевых действиях в составе 1-й бригады 12-й кавалерийской дивизии.
С 04.09.1914 по 17.01.1915 — командир 12-го уланского Белгородского полка. За боевые отличия в 12-м уланском Белгородском полку был награждён Георгиевским оружием.
С 23.02.1915 по 10.11.1915 — начальник штаба 1-й гвардейской кавалерийской дивизии.
С 10.11.1915 по 14.01.1917 — командир 2-го лейб-уланского Курляндского полка.
С 14.01.1917 — начальник штаба 11-й кавалерийской дивизии. Со 02.04.1917 — генерал-майор.
С 05.05.1917 — начальник штаба 5-го кавалерийского корпуса.
03.09.1917 — отчислен, на основании приказа по ВВ 1917 г. № 530, от занимаемой должности в резерв при штабе Киевского военного округа. 04.09.1917 — назначен ординарным профессором Николаевской военной академии.

#### Гражданская война
После прихода к власти большевиков оставался на должности ординарного профессором Военной академии. В связи с начавшимся наступлением немцев, в феврале 1918 года, вместе с Академией, эвакуировался из Петрограда в Екатеринбург; числился в составе РККА.
В июле 1918 года перешёл на сторону «белых». С приближением антибольшевистских сил к городу отказался выполнить приказ «красных» об эвакуации личного состава Академии в Казань и с несколькими офицерами скрывался в лесах до ухода «красных» из Екатеринбурга. За невыполнение распоряжения об эвакуации командованием Красной армии, приказом по Академии, был исключен из состава преподавателей.
30.08.1918, приказом генерала А. Н. Гришина-Алмазова, назначен на службу при управляющем Военным министерством Временного Сибирского правительства, с оставлением в должности ординарного профессора Академии Генерального штаба.
05.09.1918 был назначен инспектором кавалерии Сибирской армии (в должность, видимо, не вступил).
С 06.09.1918 по 13.11.1918 — командир 2-го Степного Сибирского Отдельного корпуса. 11.09.1918 был также назначен членом Сибирского военного совещания от строевых частей. В сентябре 1918 года также исполнял должность управляющего Военным министерством Временного Сибирского правительства. Приказами Верховного главнокомандующего от 09.10.1918 и от 05.12.1918 генералу Матковскому была объявлена благодарность.
С 13.11.1918 по 20.01.1919 в войсках А. В. Колчака временно исполнял обязанности командующего Сибирской армией, командующего войсками Омского военного округа и Омского гарнизона. Впоследствии вновь преподавал в Академии. Приказом по Военному министерству № 3 от 15.05.1919 был назначен председателем Думы кавалеров Георгиевского оружия. Приказом Верховного главнокомандующего Русской армией А. В. Колчака от 15.06.1919 был произведен в генерал-лейтенанты.
05.01.1920, во время меньшевистско-эсеровского восстания в Иркутске, был арестован «красными». 13.04.1920 осуждён по обвинению в контрреволюционной деятельности (по одним данным Иркутской губЧК, по другим — Омской губЧК). 08.06.1920 расстрелян в Омске.
12.07.1995 — реабилитирован прокуратурой Омской области на основании Закона Российской Федерации.

## Чины
- Вступил в службу, нижний чин (юнкер) — с 31.08.1894
- Подпоручик — с 13.08.1897, старшинство в чине с 12.04.1895
- Поручик — с 28.08.1900, старшинство с 12.08.1899
- Штабс-капитан — с 23.05.1903[3]
- Капитан Генерального штаба — с 17.04.1905
- Подполковник Генерального штаба — с 18.04.1910, старшинство с 06.12.1908
- Полковник Генерального штаба — с 25.03.1912; — 24.03.1917 установлено старшинство с 25.03.1909
- Генерал-майор Генерального штаба — с 02.04.1917 (за отличие по службе)
- Генерал-лейтенант Генерального штаба — с 15.06.1919

## Награды
- Орден Святого Станислава 3-й степени (ВП 06.12.1906, стр. 78)
- Орден Святой Анны 3-й степени (ВП 06.12.1911)
- Георгиевское оружие (ВП 24.02.1915), — Бывшему ординарному профессору Императорской Николаевской военной академии, ныне начальнику штаба 1-й гвардейской кавалерийской дивизии, Алексею Матковскому за то, что в бою 10-го октября 1914 года у д. Ластовка, командуя спешенными эскадронами 12-го уланского Белгородского полка, находившегося в его временном командовании, отбил атаки противника и, затем, по собственной инициативе перешёл в наступление, гнал неприятельский батальон до реки и взял в плен свыше 300 человек; остальную часть батальона истребил.
- Орден Святого Владимира 4-й степени с мечами и бантом (ВП 03.03.1915)
- Орден Святого Владимира 3-й степени с мечами (ВП 03.11.1915)
- Высочайшее благоволение (ВП 23.01.1916; за отличия в делах…)
- Орден Святого Станислава 2-й степени с мечами (утв. ВП 19.04.1916)
- Орден Святой Анны 2-й степени с мечами (утв. ВП 12.09.1916)

медали:
- «В память 200-летия Полтавской битвы» (1909)
- «В память 100-летия Отечественной войны 1812 года» (1912)
- «В память 300-летия царствования дома Романовых» (1913)

## Семья
- Братья:
  - Георгий Фелицианович Матковский (1865— ?) — военный инженер, выпускник Николаевской инженерной академии, участник русско-японской войны; в 1909—1910 годах — подполковник, штаб-офицер для особых поручений окружного инженерного управления Омского военного округа[4][5].
  - Михаил Фелицианович Матковский (1868—1931) — Генерального штаба генерал-майор (1911), участник Русско-японской, Первой мировой и Гражданской войн, белоэмигрант; в 1895 году окончил Императорскую Николаевскую военную академию, в 1909—1911 годах командовал 12-м гренадерским Астраханским полком, в 1915 году — 25-й бригадой Государственного ополчения[6].
- Жена — Лидия Алексеевна Матковская (? — 13.08.1982)[7].
- Сын — Михаил Алексеевич Матковский (1903—1968), был деятелем «белой» эмиграции в Харбине.
- Сын — 1911 года рождения.

## Сочинения
- Разведывательная деятельность конницы и взгляды на неё в России, Германии и Франции. — СПб., 1910. (премия имени Ген.-фельдмаршала, Ген.-инспектора кавалерии Вел. князя Николая Николаевича Старшего).
- Самостоятельные действия крупных сил конницы на крыльях и в тылу неприятельских армий. — СПб., 1911.
- Лекции по тактике конницы. — СПб., 1911.
- Конница в Русско-японскую войну // Военный сборник (СПб.). — 1911,— № 2; Конница.— СПб., 1913—1914.— Ч. 1-3.